# Chrestosema
Chrestosema är ett släkte av steklar som beskrevs av Förster 1869. Chrestosema ingår i familjen glattsteklar.
Kladogram enligt Dyntaxa:
| Chrestosema | \| \| Chrestosema erythropum \| \| \| \| \| \| Chrestosema laevicolle \| \| \| \| |
|             | \| \| Chrestosema erythropum \| \| \| \| \| \| Chrestosema laevicolle \| \| \| \| |
|             | Chrestosema erythropum                                                            |
|             |                                                                                   |
|             | Chrestosema laevicolle                                                            |
|             |                                                                                   |